# Vřídlo (Karlovy Vary)

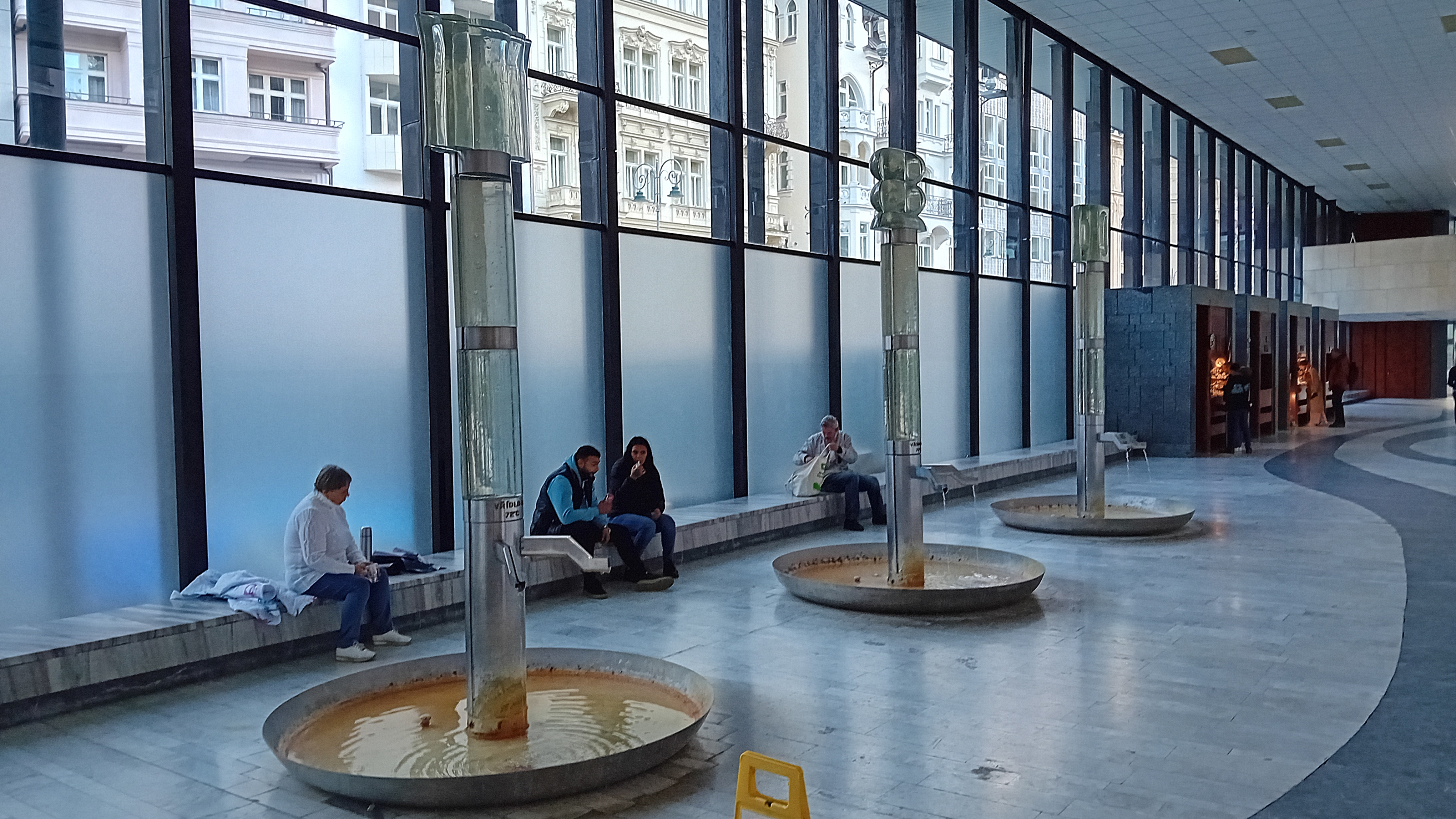
Pítka s vřídelní vodou

Vřídlo je oficiální název pro největší pramen termální vody v Karlových Varech, který je s teplotou 73 °C zároveň nejteplejším termálním pramenem Česka. Výstřik Vřídla ve formě Vřídelní fontány se nachází v centru lázeňského území Karlových Varů ve Vřídelní kolonádě, kde díky tlaku a obsahu plynného oxidu uhličitého dosahuje výšky až 12 m. Od května roku 2016 byla Vřídelní fontána v provizorním uspořádání umístěna u jihozápadního vchodu do kolonády, v roce 2022 se fontána přesunula zpět na původní místo v sále kolonády. V prostoru Vřídelní kolonády jsou umístěny tři pitné stojany s vřídelní vodou v původní teplotě. Po téměř sedmileté rekonstrukci Vřídla se již teplota uměle nesnižuje, aby vřídelní voda při ochlazení neztrácela původní chemické složení a tudíž i svou kvalitu. Pramen spolu s Vřídelní kolonádou prochází mimo lázeňskou sezonu, kdy je ve městě nejnižší koncentrace turistů, každoroční plánovanou odstávkou. Při ní dochází k opravě technologií, čištění fontánových mís, pitných stojánků, přípravě sociálních zařízení na další sezonu a probíhají další opravné práce související s údržbou kolonády jako truhlářské či kamenické.

## Základní údaje
Jde o proplyněnou termální vodu s mineralizací typickou pro její složitý hlubinný původ. Jsou zde zastoupeny zejména chloridy, hydrouhličitany, sírany a řada vzácných stopových prvků. Celková mineralizace je 6,45 gramů rozpuštěných látek v jednom litru vody. Jednotlivé karlovarské prameny se od sebe liší teplotou, v závislosti na ní pak množstvím rozpuštěného oxidu uhličitého. Každou minutu vyvěrá z jímacích vrtů Vřídla průměrně 2 000 litrů termální vody, tj. za hodinu 120 m³, za den 2 880 m³ a za rok více než jeden milión kubických metrů. Při mineralizaci 6,45 gramů v jednom litru vynese Vřídlo denně na povrch spolu s vodou téměř 20 tun minerálních látek.
Vřídlo při teplotě 73 °C představuje výkon zhruba 10 MW (vzhledem k průměrné teplotě ve městě). Spolu s termální vodou vyvěrá i plynný oxid uhličitý. Výstřik vřídelní fontány je hnán především vysokým podílem plynného oxidu uhličitého než zvýšeným tlakem, který se pohybuje okolo 0,1 MPa. Je to obdobný proces, jako když se otevře láhev šampaňského. Vedle pramenů skupiny Vřídla vyvěrají podél tzv. karlovarské zřídelní linie další malé prameny. Vydatnost všech těchto malých pramenů je dohromady asi 100 litrů za minutu, tedy pouhých pět procent vydatnosti Vřídla. Vydatnost Vřídla je seřizována ventily na zhlaví čerpacích vrtů na zhruba 30 litrů za sekundu. Při vydatnosti Vřídla nad 35 litrů za sekundu již hrozí snížení vydatnosti ostatních pramenů.
Na rozdíl od pramenů v dalších městech tzv. lázeňského trojúhelníku, tedy v Mariánských Lázních a Františkových Lázních, se prameny v Karlových Varech vyznačují jednotným chemismem. Další karlovarské prameny jsou jenom dílčí větve odbočující z hlavního kmene Vřídla.

## Přírodní poměry
Karlovy Vary se rozkládají v geomorfologických celcích Sokolovská pánev a Slavkovský les, celé lázeňské území včetně Vřídla ve Slavkovském lese. V bezprostřední blízkosti Vřídla protéká řeka Teplá, lemovaná příkrými zalesněnými svahy.

### Geologický vývoj
Karlovarsko náleží do krušnohorského bloku a jeho základní stavební jednotkou jsou převážně svory a ruly. Od dalšího bloku je na jihovýchodě oddělen litoměřickým hlubinným zlomem, navíc je předělen hlubinným zlomem jáchymovským na dvě části. Tyto staré zlomy si dodnes udržely svůj význam aktivních zón a to navzdory všem geologickým pochodům, které zde mezitím působily.
V důsledku alpinského vrásnění došlo k výrazné změně morfologie území. Projevem byla vulkanická činnosti, která vrcholila ve třetihorách. Vytvořil se významný geologický rift, podle řeky Ohře pojmenovaný jako oherský rift. Oherským riftem se během třetihor dostalo na povrch magma, které umožnilo vznik vulkanických těles. S vulkanickou aktivitou souvisí i vznik termálních pramenů v Karlových Varech. Mladé tektonické pohyby, které způsobily posun žulových ker, umožnily zároveň i výstup karlovarské termy. Proto můžeme tímto způsobem i určit stáří Vřídla zhruba na 200 až 300 tis. let
V Karlových Varech vystupuje na povrch v souvislém výchozu karlovarský žulový pluton. Vlivem fyzikálních a chemických změn při výstupu termy se vytvořily sintry, tradičně označované jako karlovarská vřídelní deska. Tyto zřídelní sedimenty se v minulosti těžily nedaleko Vřídla a sloužily jako surovina pro pálení vápna. Z písemných zmínek lze usuzovat, že v blízkosti Vřídla se těžil karlovarský vřídlovec (aragonit) až 400 let. Vápenná pec stávala poblíž Vřídla a malta z páleného vápna se používala na různých stavbách v Karlových Varech a okolí. Archeologické výzkumy prokázaly použití malty se zbytky karlovarského vřídlovce v ruinách středověkých kostelů, například kostela svatého Linharta v lesích nad Doubím nebo kostela svatého Mikuláše na úpatí hory Krudum ve Slavkovském lese.

## Vznik termálních pramenů
Přestože Karlovy Vary patří k místům s velkým množstvím získaných geologických dat, otázka vzniku není dosud spolehlivě dořešena. Je třeba přiznat, že je pořád mnoho nejasností. Nestor české hydrogeologie profesor Ota Hynie shrnul poznatky dřívějších badatelů. V rámci rozsáhlého výzkumu Ústředního ústavu geologického z let 1959–1964 byly získány četné nové poznatky. Další poznatky poskytly geologické práce při stavbě nové vřídelní kolonády v letech 1972–1975 a v rámci stavebních aktivit v 90. letech 20. století. Nové výsledky přineslo zjištění stáří zřídelních sedimentů metodou stanovení stáří poměrem izotopů uranu a thoria. Centrální akumulace sedimentů u Vřídla vznikla zhruba před 11 tisíci lety, nejstarší již před asi 230 tisíci lety. Získané údaje o stáří sedimentů vypovídají o tom, že před zhruba 230 tisíci lety došlo k otevření původně zakryté cirkulace termálních vod erozivní činností vodoteče. Celá zřídelní struktura je ukotvena v hloubce několika kilometrů. V těchto hloubkách došlo a stále dochází k tvorbě výsledné minerální vody. Dešťová voda po vsáknutí sestupuje do těchto hloubek po puklinách v karlovarském žulovém plutonu. Zde se ohřívá sdíleným teplem hornin a přidává se z hlubších magmatických krbů oxid uhličitý, který je posledním produktem vyhaslých třetihorních sopek. Magmatické krby leží v hloubkách 50–150 km. Ve směsi vody a oxidu uhličitého, z pohledu chemického se jedná o slabou kyselinu uhličitou, se při cestě vzhůru rozpouštějí další minerální látky a stopové prvky. Jak prokázal nový geologický průzkum na základě vrtů v lázeňském centru, je tato výstupní cesta poměrně úzká. Terma po ní vystupuje rychle vzhůru, a proto dochází jen k malým teplotním ztrátám. Infiltrační území dešťové vody představují svahy Krušných hor, Slavkovského lesa a Doupovských hor. Určení rozsahu infiltračního území lze ovšem jen odhadovat.
Doba oběhu vody od infiltrace až výstup trvá 2–3 roky a odhadovaná hloubka 1–2 kilometry.

## Historie jímání
Vývěry dnešního Vřídla byly známy již dávno před založením lázní. Termální prameny se těšily obzvláštní úctě našich předků a byly považovány za projev boží moci. Horlivými ctiteli teplých pramenů byli podle starých zpráv Římané a Keltové. Je dostatek indicií, dokládajících jejich znalost zřídel v Poohří. Jakožto místa posvátná byly prameny chráněny. Výjimkou jistě nebylo ani karlovarské Vřídlo a je nepochybné, že karlovarská zřídla fascinovala člověka od nejstarších dob. Prvním z mnoha, kteří Vřídlo opěvovali, byl Bohuslav Hasištejnský z Lobkovic. Poetickou oslavou byla jeho osmnáctiveršová Óda na Vřídlo, sepsaná kolem roku 1500.
Terma vystupovala v místech křížení karlovarské zřídelní linie s dalšími poruchovými zónami v korytě Teplé. 
Podle pověsti založil lázeňské místo císař Karel IV. v roce 1358, který nechal v místě dnešní věže nad Tržištěm postavit lovecký zámeček a v roce 1370 vydal zakládací listinu, kterou Karlovým Varům udělil městská práva. Další privilegia pro rozvoj udělil městu Václav IV. v roce 1401.
Nejstarší zprávy o jímání Vřídla pocházejí z roku 1571. Původní vývěry termy v řečišti Teplé bylo nutno ohrazovat a chránit před zaplavování vodou z Teplé. Vývěry byly zabezpečeny uměle vytvořenými jímacími objekty. V roce 1638 byl vyhlouben třetí jímací otvor a ještě před rokem 1650 byly nad Vřídlem a jeho okolím vybudovány obecní lázně.
Voda je v těsné blízkosti kolonády jímána čtyřmi účelovými vrty až 88 m hlubokými a potrubím rozváděna přes separační a akumulační nádoby do jednotlivých balneoprovozů. Voda z jednoho vřídelních vrtů je přiváděna bez separace plynu přímo do fontány. Ostatní karlovarské prameny tzv. malé prameny jsou zachyceny rovněž různě hlubokými vrty 4 až 150,5 metrů, z nichž je pak terma přiváděna do jednotlivých přelivných váz ve čtyřech dalších kolonádách a pramenních pavilonech.

## Kolonáda
Původně byla léčivá voda z pramenů donášena hostům do pokojů. V druhé polovině 18. století objevil karlovarský lékař David Becher v karlovarských vodách oxid uhličitý a doporučoval pacientům pití minerální vody přímo u pramenů, kde je působení oxidu uhličitého nejsilnější. Vzhledem k vrtkavému karlovarskému počasí bylo třeba hosty při pití u pramenů chránit různými pavilony, altány a gloriety. Ty však již nestačily, a proto byly v lázních stavěny kolonády. Z důvodu havarijního stavu kolonády byla vřídelní fontána dočasně přemístěna před jihozápadní průčelí kolonády. Po přemístění vytrysklo vřídlo na volném prostranství dne 15. dubna 2016.

## Balneologie
Až do poloviny 16. století se v karlovarské vodě lidé jen koupali. Tehdy panovala představa, že voda vyplavuje pokožkou nemoci. Aplikovaly se mnohahodinové i vícedenní koupele, což vedlo až k bolestivému rozpraskání kůže. Pitné kůry se začaly uplatňovat až v polovině 18. století.
Obdobně jako s koupelemi se to přehánělo s pitím termální vody. Pacientům se ordinovalo denně 50 až 70 koflíků. Zásadní význam pro moderní metody léčby měl karlovarský lékař David Becher. Začal propagovat pití vody v rozumném množství přímo u pramenů. Pitné kůry tvořily základ léčby a z pití vody u pramenů se stala společenská záležitost. Zásluhou Davida Bechera se zvýšil příliv pacientů do Karlových Varů. Od roku 1844 se karlovarská voda vyvážela do celého světa.
Odpařováním termální vody se získávala karlovarská vřídelní sůl. Původně se prodávala pouze v karlovarské lékárně a byla určena výhradně pro lázeňské hosty a nesměla být vyvážena mimo město. Městská rada se obávala, že vývoz ohrozí návštěvnost lázní.
Ve vývěrové zóně zřídelní struktury ve vnitřním území lázeňského místa (ve smyslu Statutu lázeňského místa Karlovy Vary) bylo k 31. 12. 2010 dokumentováno celkem 80 v současnosti aktivních větších i menších soustředěných přirozených i uměle vytvořených (vrty, jímky) vývěrů termální vody. V severní části vývěrové zóny až po Skalní prameny je to 17 vývěrů, v prostoru Mlýnské kolonády 18 významnějších vývěrů, ve střední části mezi Mlýnskou a Tržní kolonádou včetně Zámecké kolonády 15 vývěrů, v prostoru Vřídelní kolonády 22 vývěrů a jižním uzávěru vývěrové zóny 8 vývěrů. Z tohoto počtu je 19 zdrojů termy (resp. v jednom případě i zřídelního plynu) osvědčeno za přírodní léčivé zdroje ve smyslu lázeňského zákona č. 164/2001 Sb.
Zbytek tvoří jednak zdroje rezervní, dosud neosvědčené dle zákona a další lze označit za volně se vyskytující zdroje termy a zřídelního plynu. Celkem je v Karlových Varech možné ochutnat termální vodu z dvaceti přelivných váz.
V uvedeném počtu vývěrů nejsou zahrnuty divoké výrony v řečišti Teplé a v jeho bezprostředním okolí, které jsou dokumentovány jak v prostoru Vřídelní kolonády a v jejím bezprostředním okolí.

## Ochrana a sledování

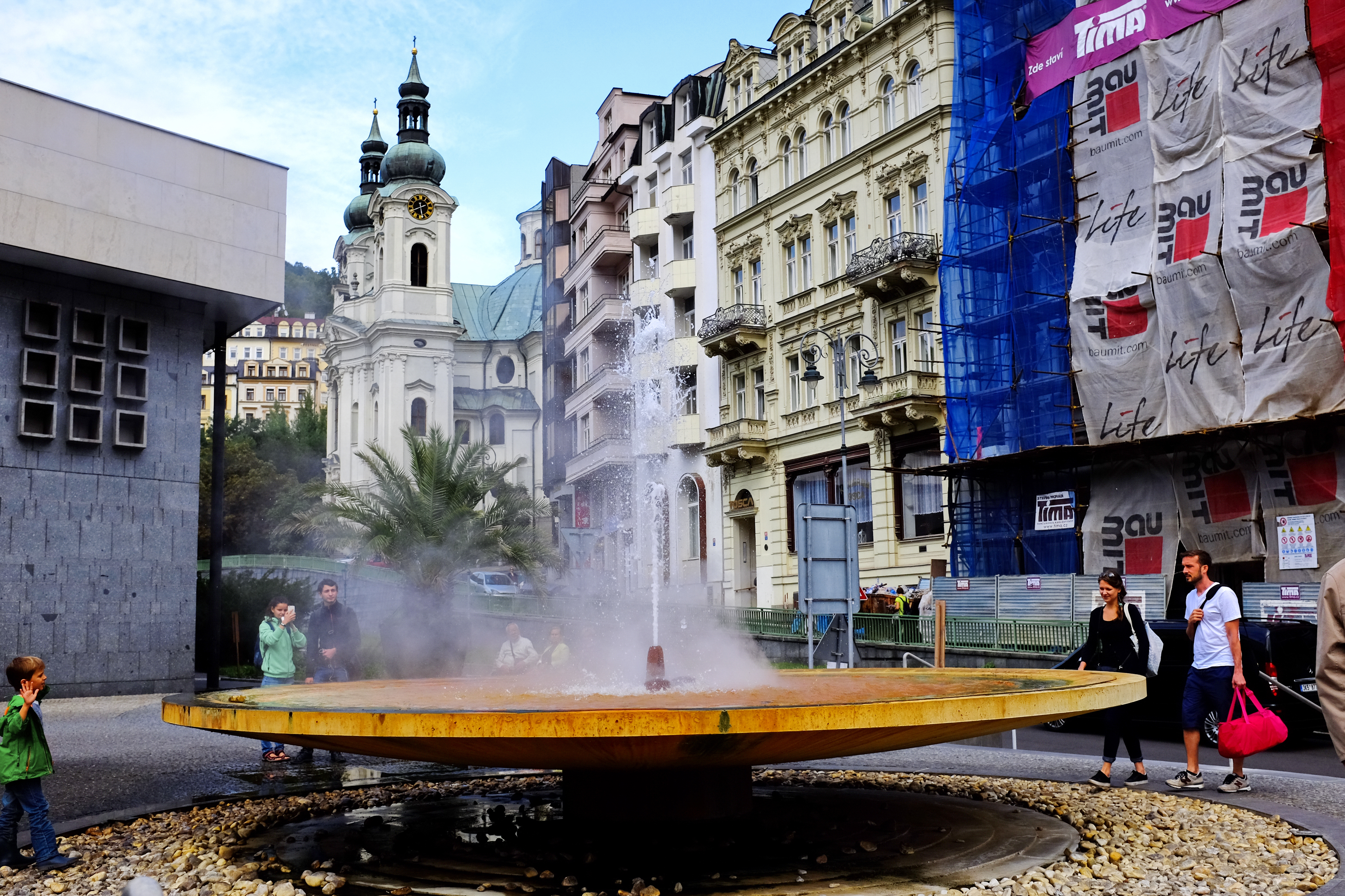
Fontána Vřídla před kolonádou

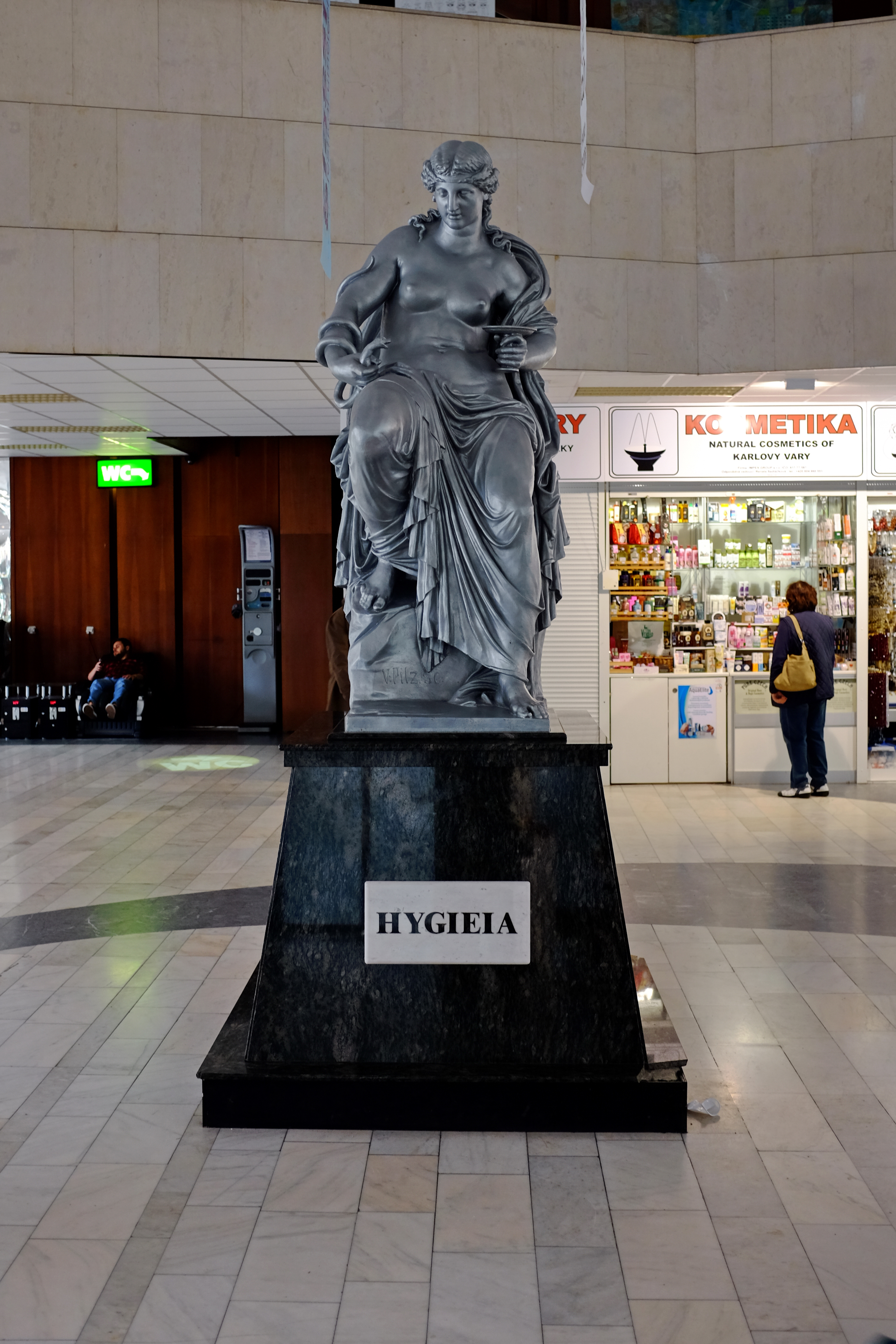
Plastika Hygiei ve Vřídelní kolonádě v roce 2017

Názory na pojetí ochrany zřídelní struktury se různily již od samého začátku. To bylo dáno nejen nedostatečným geologickým poznáním, ale i zájmy majitelů dolů na jedné straně a města jako majitele lázní a pramenů na straně druhé.
První známé opatření k ochraně karlovarských pramenu je pražský guberniální výnos z roku 1761. Je to zároveň nejstarší ochranný předpis českých zřídel. Tento výnos zakazoval kutání uhlí v nynější obci Rosnice pro domnělou spojitost uhelných slojí a pramenu. Další ochranná opatření proti dobývání byla vyhlášena výnosy v létech 1790, 1836 a 1846.
K největšímu průvalu v historii lázní, výbuchu Vřídla, došlo 2. září 1809, kdy se vedle gejzíru vřídla objevil nový vývěr. Po převrtání roku 1811 byl pojmenován po řecké bohyni zdraví a čistoty Hygiei. U pramene byla společně se slavnostním otevřením nové litinové Vřídelní kolonády odhalena její plastika. Hygieia se stala hlavním symbolem karlovarských pramenů. Socha se v průběhu dalších let několikrát stěhovala.
Po vydání rakouského horního zákona, ve kterém byl a ochrana pramenu právně zakotvena, byl karlovarským pramenům v roce 1859 vymezen ochranný okrsek.
Velkým zastáncem ochrany lázní byl profesor lékařské fakulty UK v Praze a balneolog Josef Löschner. Ve svém podrobném rozboru zdůrazňoval, proč musí být Františkovy Lázně, Karlovy Vary, Mariánské Lázně a Teplice chráněny před průmyslem.
Od roku 1836 je v Karlových Varech veden protokol o pravidelných úředních měřeních vydatnosti pramenů. Jsou v něm odkazy na některé příčiny změn ve vydatnosti, jako např. stavební zásahy, divoké vývěry, průvaly apod. Prameny se v minulém století měřily pravidelně na jaře ještě před začátkem lázeňské sezóny a po jejím ukončení.
V roce 1882 byla vyhlášena nová ochranná opatření a poprvé stanoven užší a širší ochranný obvod. Ochranná opatření měla chránit karlovarské prameny před účinky těžby hnědého uhlí. Nechránila je však před účinky ostatní činností a např. těžbou kaolínu. Těžba kaolínu tehdy nepodléhala hornímu zákonu. Ochrana proti možným vlivům byla zahrnuta do tzv. "regulativu", vydaného na základě předpisu živnostenského úřadu v roce 1892.
V roce 1898 došlo na Sokolovsku v Královském Poříčí při hloubení jámy č. II. dolu Marie k průvalu proplyněné termální vody o teplotě 30,4 °C. Vydatnost průvalových vod se zvyšovala, stoupala i teplota vody a její mineralizace. K dalšímu průvalu důlních vod na dole Marie došlo v roce 1901. S tímto průvalem byl spojen dlouhodobý pokles vydatnosti pramenů v Karlových Varech. V říjnu téhož roku se průval v dole náhle podstatně zvýšil. Čerpadla nestačila zvládat zvýšené přítoky a voda vystoupala zhruba o 100 m výše. Když v roce 1903 došlo k poklesu vydatnosti Vřídla, podniklo město Karlovy Vary důrazné kroky. Komise pro ochranu pramenů, v níž byli přední odborníci, prokázala spojitost poklesu vydatnosti karlovarských pramenů s těžbou dolu Marie. Příčinnou souvislostí nebyla ovšem voda, ale oxid uhličitý, který pochází ze stejného hlubinného zdroje jako ve výstupní cestě karlovarské termy. Jeho ochuzení vedlo k poklesu výtlačné úrovně karlovarských pramenů. Teprve po provedených opatřeních došlo k vzestupu vydatnosti karlovarských pramenů.
Z minulosti je známo, že na vydatnost termy mají vliv nešetrné stavební práce v bezprostředním okolí. Zásahy do země v blízkosti Vřídla způsobily v minulosti průvaly termální vody a ovlivnily systém vývěrů. Například při budování základů nové budovy v roce 1899 naproti Vřídlu byly přítoky termální vody tak silné, že k jejich odčerpání musely být použity tři parní lokomotivy (tehdy ještě nebyla k dispozici elektřina). Vliv na vydatnost Vřídla byl zcela bezprostřední. Při budování nové vřídelní kolonády v letech 1972–1975 se šetřilo a na obnovení těsnění proti průvalům Vřídla nebyly peníze. Terma se provalila s obrovskou silou vedle kolonády a ihned prudce klesla vydatnost a nastaly problémy se zásobováním lázeňských provozů. V důsledku různých stavebních činností zanikly v minulosti některé tradiční prameny, například jeden z tzv. vřídelních pramenů, pramen Hygieia.
Sledování a měření provádí v současnosti Správa přírodních léčivých zdrojů a kolonád s využitím moderní laboratorní a výpočetní technologie. To umožňuje včasné rozpoznání nebezpečí.